# Усмановы
Усма́новы (тат. Ğosmanovlar, Госмановлар) — казанская купеческая династия.
1. Джиганша (Зиганша) Бикмухаммедович (деревня Карелино Балтасинского района 1817—1870), из крестьян, быстро разбогател на продаже пушнины, владелец мастерской по производству карет, мыловаренного завода и нескольких доходных домов, купец 2-й гильдии. В 1853 г. по типовому проекту архитектор А. И. Песке построил для Зиганши Усманова дом (дом Усманова—Апанаевой, ул. Каюма Насыри, до 1930 года - ул.  Захарьевская, д. 40), ныне являющийся памятником республиканского значения.[1][2] Пожертвовал средства на строительство в 1867 году мечети (Усмановская, совр. Султановская мечеть, Тукаевская улица 14-19) и медресе (здание которого сохранилось по адресу Тукаевская улица 3) в Казани;[3] дом З. Б. Усманова (ул. Баумана 80/7, построен в 1869-1873 гг) является объектом культурного наследия республиканского значения.[4]
2. Тагир и Мухаметшакир — братья Зиганши, попечители Усмановской мечети. Годовой оборот семейного капитала достигал 500 000 рублей.[1]
3. Султанабдулгазиз Джиганшаевич (Султан Абдулгазиз Зиганшевич, 1868 — после 1917), сын Зиганши. С начала 90-х годов XIX в. бессменный попечитель и содержатель медресе и мечети, которую стали называть Султановской.[5] В 1897 г. перестроил и в следующем году расширил мыловаренный завод отца по проектам архитектора Б. Нилуса. При Султане годовой оборот семейного капитала снизился до 25 000 рублей, в 1900 году дом на Захарьевской улице был продан почетной потомственной гражданке Бибифатиме Хасановне Апанаевой.[1]